# Diecezja Cametá
Diecezja Cametá (łac. Dioecesis Cametanensis) – diecezja Kościoła rzymskokatolickiego w Brazylii. Należy do metropolii Belém do Pará, wchodzi w skład regionu kościelnego Norte 2. Została erygowana przez papieża Piusa XII bullą Providentissimi consilium w dniu 29 listopada 1952 jako prałatura terytorialna. 6 lutego 2013 podniesiona do rangi diecezji.

## Główne świątynie
- Katedra: Katedra św. Jana Chrzciciela w Cametá

## Biskupi

### Prałaci terytorialni
- Cornélio Veerman Zgromadzenie Księży Misjonarzy (1961–1969)
- José Elias Chaves Júnior CM (1980–1999)
- Jesús María Cizaurre Berdonces OAR (2000–2013)

### Biskupi diecezjalni
- Jesús María Cizaurre Berdonces OAR (2013–2016)
- José Altevir da Silva CSSp (2017–2022)
- Ivanildo Oliveira Almeida (od 2023)